# (32626) 2001 RX64
2001 RX64 (asteroide 32626) é um asteroide da cintura principal. Possui uma excentricidade de 0.06022440 e uma inclinação de 6.26175º.
Este asteroide foi descoberto no dia 10 de setembro de 2001 por LINEAR em Socorro.